# Laning
Laning és un municipi francès, situat al departament del Mosel·la i a la regió del Gran Est. L'any 2007 tenia 569 habitants.

## Demografia

### Població
El 2007 la població de fet de Laning era de 569 persones. Hi havia 220 famílies, de les quals 52 eren unipersonals (24 homes vivint sols i 28 dones vivint soles), 76 parelles sense fills, 72 parelles amb fills i 20 famílies monoparentals amb fills.
La població ha evolucionat segons el següent gràfic:
Habitants censats

### Habitatges
El 2007 hi havia 240 habitatges, 224 eren l'habitatge principal de la família i 16 estaven desocupats. 202 eren cases i 38 eren apartaments. Dels 224 habitatges principals, 184 estaven ocupats pels seus propietaris, 32 estaven llogats i ocupats pels llogaters i 8 estaven cedits a títol gratuït; 1 tenia una cambra, 6 en tenien dues, 22 en tenien tres, 21 en tenien quatre i 174 en tenien cinc o més. 209 habitatges disposaven pel capbaix d'una plaça de pàrquing. A 98 habitatges hi havia un automòbil i a 102 n'hi havia dos o més.

### Piràmide de població
La piràmide de població per edats i sexe el 2009 era:
| Homes | Edats   | Dones |
| ----- | ------- | ----- |
| 0     | 95 o +  | 0     |
| 0     | 90 a 94 | 0     |
| 0     | 85 a 89 | 0     |
| 0     | 80 a 84 | 12    |
| 12    | 75 a 79 | 16    |
| 12    | 70 a 74 | 8     |
| 8     | 65 a 69 | 24    |
| 12    | 60 a 64 | 16    |
| 0     | 55 a 59 | 0     |
| 8     | 50 a 54 | 4     |
| 36    | 45 a 49 | 24    |
| 24    | 40 a 44 | 40    |
| 28    | 35 a 39 | 32    |
| 12    | 30 a 34 | 20    |
| 24    | 25 a 29 | 20    |
| 24    | 20 a 24 | 28    |
| 32    | 15 a 19 | 28    |
| 32    | 10 a 14 | 16    |
| 24    | 5 a 9   | 20    |
| 20    | 0 a 4   | 12    |

## Economia
El 2007 la població en edat de treballar era de 380 persones, 256 eren actives i 124 eren inactives. De les 256 persones actives 242 estaven ocupades (137 homes i 105 dones) i 14 estaven aturades (5 homes i 9 dones). De les 124 persones inactives 39 estaven jubilades, 32 estaven estudiant i 53 estaven classificades com a «altres inactius».

### Ingressos
El 2009 a Laning hi havia 220 unitats fiscals que integraven 559,5 persones, la mediana anual d'ingressos fiscals per persona era de 18.106 €.

### Activitats econòmiques
Dels 5 establiments que hi havia el 2007, 1 era d'una empresa alimentària, 1 d'una empresa d'hostatgeria i restauració, 1 d'una empresa d'informació i comunicació, 1 d'una empresa de serveis i 1 d'una entitat de l'administració pública.
L'únic servei als particulars que hi havia el 2009 era una lampisteria.
L'únic establiment comercial que hi havia el 2009 era una fleca.
L'any 2000 a Laning hi havia 10 explotacions agrícoles que ocupaven un total de 471 hectàrees.

## Equipaments sanitaris i escolars
El 2009 hi havia 1 escola maternal integrada dins d'un grup escolar amb les comunes properes formant una escola dispersa i 1 escola elemental integrada dins d'un grup escolar amb les comunes properes formant una escola dispersa.

## Poblacions més properes
El següent diagrama mostra les poblacions més properes.